# Galton Bridge

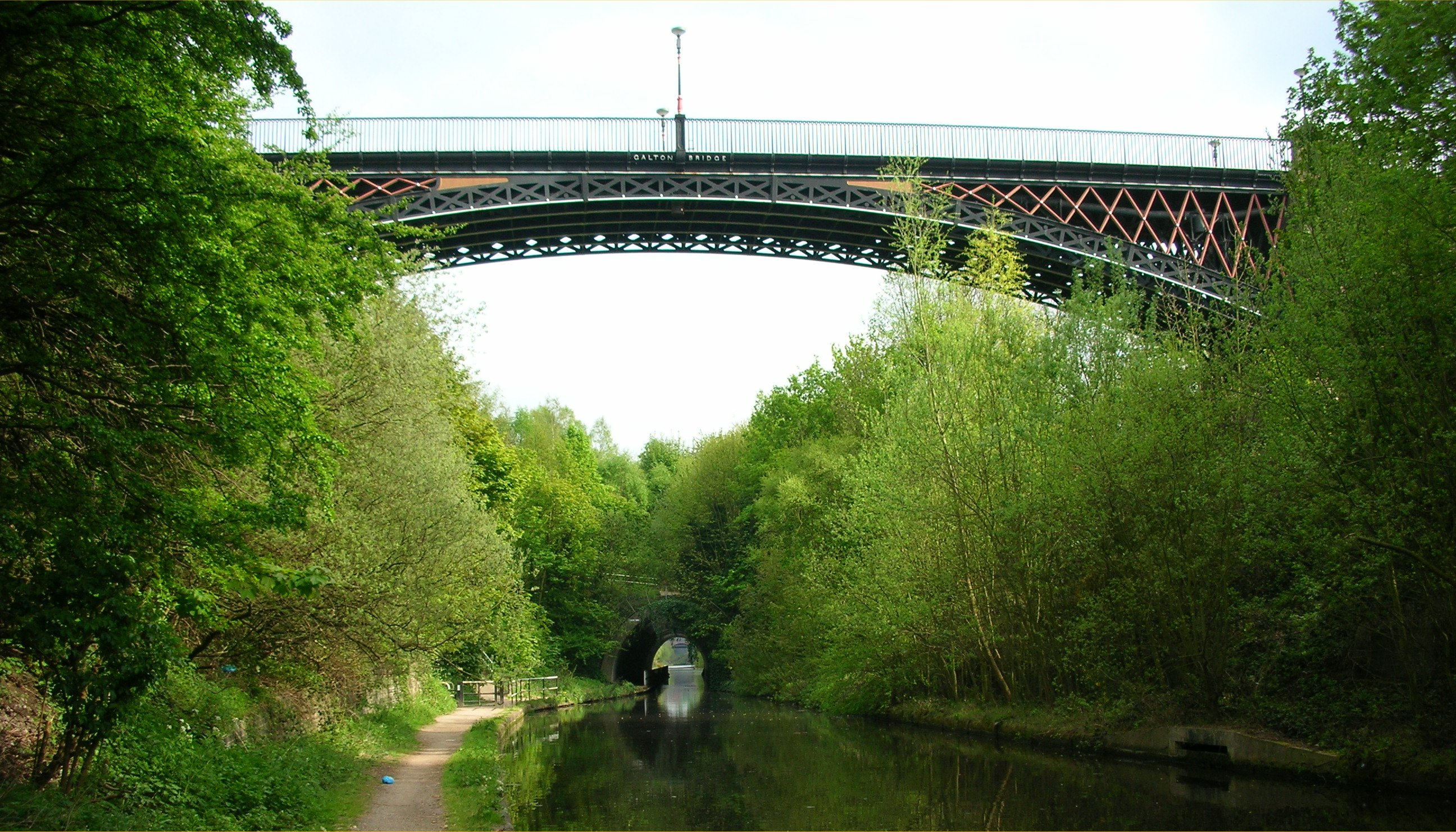
Die Galton Bridge von Nordwest

Die Galton Bridge ist eine gusseiserne Bogenbrücke in Smethwick im Metropolitan Borough Sandwell (West Midlands), die 1829 eingeweiht wurde. Sie hat eine Stützweite von 45,7 Metern (150 feet).
Der Bau der Brücke wurde notwendig, als der Birmingham Canal neu angelegt wurde und dabei einige Straßen zerschnitt. Auf ihr wurde die Roebuck Lane über den Geländeeinschnitt geführt, der für den Kanal notwendig wurde. Ihr Konstrukteur war Thomas Telford, der für ihre Konstruktion auf einen einige Jahre zuvor von ihm ausgeführten Plan der Holt Fleet Bridge, einer ebenfalls gusseisernen Flussquerung, zurückgriff. Die Pläne wurden von der Firma Horsley Ironworks ausgeführt. Die Brücke wurde nach Samuel Tertius Galton (Sohn von Samuel John Galton) benannt, der damals Mitglied des Bauausschusses Smethwicks war und den Bau stark unterstützte. 
Die Galton Bridge steht seit 1972 unter Denkmalschutz und ist heute nur noch als Fußgängerbrücke freigegeben.